# رومن ووناشک
رومن ووناشک (چکی: Roman Vonášek؛ زادهٔ ۸ ژوئیهٔ ۱۹۶۸) بازیکن فوتبال اهل جمهوری چک بود.
از باشگاه‌هایی که در آن بازی کرده‌است می‌توان به باشگاه فوتبال سرکل بروژ، باشگاه فوتبال ویکتوریا پلزن، باشگاه فوتبال مشلان، باشگاه فوتبال اسپارتا پراگ، و باشگاه فوتبال لوکرن اوست والاندرن اشاره کرد.
وی همچنین در تیم ملی فوتبال جمهوری چک بازی کرده‌است.